# قرار مجلس الأمن التابع للأمم المتحدة رقم 1619
قرار مجلس الأمن التابع للأمم المتحدة رقم 1619، المتخذ بالإجماع في 11 آب / أغسطس 2005، بعد إعادة التأكيد على قراراته السابقة بشأن العراق، ولا سيما القرارات 1500 (2003) و1546 (2004) و1557 (2004)، مدد المجلس ولاية بعثة الأمم المتحدة لتقديم المساعدة إلى العراق لمدة اثني عشر شهرا أخرى.
وجدد مجلس الأمن تأكيد سيادة العراق ووحدة أراضيه ودور الأمم المتحدة فيه. وشدد أن على بعثة الأمم المتحدة لمساعدة العراق أن تساعد في الحوار الوطني، الذي يعد «حاسمًا لاستقرار العراق السياسي ووحدته». وبتمديد ولاية البعثة لمدة اثني عشر شهرًا إضافية، أعلن المجلس عزمه على مراجعة تفويضها إذا طلبت منه الحكومة العراقية ذلك.

## روابط خارجية
- نص القرار في undocs.org